# Arthur Hertzberg
Arthur Hertzberg (9 de junio de 1921, Lubaczów, Polonia - 17 de abril de 2006, Englewood, Estados Unidos) fue un rabino conservador además de un destacado erudito y activista judío-estadounidense.

## Biografía
Abraham Hertzberg nació en Lubaczów, Polonia. Dejó Europa en 1926 con su madre y su abuela para unirse a su padre en los Estados Unidos, donde su nombre se americanizó a Arthur. Hertzberg recordó que cuando era adolescente en un barrio judío ortodoxo en Baltimore, Maryland, en donde no aceptaba la noción de que el mundo literario del aprendizaje talmúdico, los libros cabalísticos era menos valiosos en comparación con la Ilíada, la Odisea o el infierno de Dante. Su padre era un rabino ortodoxo formado en Europa del Este, quien le enseñó a Arthur a apreciar la riqueza del Talmud y las otras grandes obras del judaísmo. Aunque Hertzberg más tarde se desviaría de su educación ortodoxa y sería ordenado judaísmo conservador. Hertzberg fue alumno de Ernst Cassirer en la Universidad de Columbia en el invierno de 1944-1945. Después de la muerte de Cassirer allí, dirigió su funeral como un rabino joven.
El amor de Hertzberg por el judaísmo y los textos judíos estuvo en el centro de su vida como rabino, erudito, educador y líder comunitario judío. En el transcurso de su carrera de más de 50 años, el rabino Hertzberg se desempeñó como rabino congregacional, presidente tanto de la Fundación Política Judía Estadounidense como del Congreso Judío Estadounidense, vicepresidente del Congreso Judío Mundial y representante destacado de la judería mundial en la histórica Reconciliación cristiano-judía que comenzó durante el papado del Papa Juan XXIII. Como una figura pública importante en el mundo de la vida organizacional judía, Hertzberg estuvo en el centro de los eventos cruciales que dieron forma a la vida judía estadounidense desde el final de la Segunda Guerra Mundial.
Durante la visita del Papa Juan Pablo II en marzo de 2000, le hizo numerosas preguntas sobre sus actividades durante la Segunda Guerra Mundial.

### Activismo
Participó en la Marcha de los Rabinos de 1943, caminó con Martin Luther King. tanto en la Marcha de 1963 en Washington por el trabajo y la libertad como en el Domingo Sangriento de 1965, durante la primera de las marchas de Selma a Montgomery, en el apogeo del Movimiento por los derechos civiles en Estados Unidos. Hertzberg también sirvió como intermediario entre la comunidad judía estadounidense y el secretario de Estado Henry Kissinger. Desempeñó un papel importante en algunos de los problemas más importantes que enfrentó la comunidad judía mundial en las décadas posteriores a la Segunda Guerra Mundial, incluidas las discusiones con la Iglesia católica sobre el conflicto aún no resuelto sobre la publicación por parte del Vaticano de documentos relacionados con Pío XII y el Holocausto, así como sus críticas abiertas a las políticas de Israel hacia los palestinos.

### Fallecimiento
Hertzberg, falleció el 17 de abril de 2006 de insuficiencia cardíaca cuando se dirigía al Pascack Valley Hospital en Westwood, Nueva Jersey, a la edad de 84 años.

## Carrera académica
Hertzberg se graduó de la Universidad Johns Hopkins en 1940, recibió la ordenación rabínica del Seminario Teológico Judío de América en 1943 y un Ph.D. en historia de la Universidad de Columbia en 1966. Comenzó su carrera como director del campus Hillel para Amherst College y la Universidad de Massachusetts Amherst, y enseñó en Princeto, Rutgers, Columbia, la Universidad Hebrea de Jerusalén y Dartmouth. Fue profesor invitado de Bronfman de Humanidades en la Universidad de Nueva York desde 1991 hasta su muerte en 2006.

### Como rabino
Además de sus puestos académicos, Hertzberg fue rabino de congregaciones en Filadelfia y Nashville, se desempeñó como capellán en la Fuerza Aérea de los Estados Unidos de 1951 a 1953. Vivió en Englewood, Nueva Jersey, donde se desempeñó como rabino del Templo Emanuel. desde 1956 hasta 1985, y permaneció como rabino emérito hasta su muerte. También se desempeñó como presidente de la American Jewish Policy Foundation desde 1978, presidente del Congreso Judío Estadounidense de 1972 a 1978 y vicepresidente del Congreso Judío Mundial de 1975 a 1991.

## Influencias
Mordecai Kaplan también fue una influencia para el joven Hertzberg, quien asistió al Seminario Teológico Judío en la ciudad de Nueva York, donde Kaplan enseñó y se desempeñó como decano. Kaplan había demostrado, escribe Hertzberg, que con talento y agallas, puedes ser tu propio hombre incluso en la corriente principal de Estados Unidos. Tanto de Kaplan como más tarde del eminente estudioso de la historia judía, Salo W. Baron, Hertzberg aceptó la hipótesis de que la identidad cultural y religiosa en América existiría en el futuro “sólo si fueran redefinidas y reconstruidas”. Debido a que los dos hombres compartían un respeto genuino tanto por la tradición como por el rigor intelectual, durante las conferencias de Kaplan sobre el judaísmo reconstruccionista, Hertzberg fue bienvenido a hablar, en esa situación defendiendo puntos de vista más tradicionales.

La influencia de Kaplan es evidente cuando se considera la amplitud de la carrera pública y la reputación de Hertzberg como tábano. Nunca alguien que evitó las posturas impopulares cuando se trataba de temas centrales que impactaban en la comunidad judía, la reputación de Hertzberg como un inconformista fue quizás más evidente después de la Guerra de los Seis Días en 1967 cuando pidió la creación de un estado palestino junto a Israel, una posición que era anatema entre la mayoría de los judíos estadounidenses. Había relatado sus batallas públicas con Golda Meir y Menájem Begin sobre sus políticas hacia los palestinos:
Estaba en gran parte en oposición a las políticas dominantes. Me encontré reafirmando este punto de vista año tras año, ya que se hicieron repetidos intentos de silenciarme en Jerusalén y por parte de sus lacayos en Nueva York y Washington. Insistí en que nosotros en la Diáspora podíamos representar los mejores intereses de los judíos en todo el mundo, sin importar la tontería política y moral que los gobiernos en el poder pudieran estar proclamando... Tampoco tenía miedo de estar cometiendo traición al denunciar lo que sabía que estaba mal y tonto, y me reí de la etiqueta "inconformista".
El apoyo inicial de Hertzberg al acuerdo con los palestinos, proveniente de un líder del establishment judío estadounidense, agregó posteriormente credibilidad al movimiento por la paz israelí.
Hertzberg desafió la sabiduría de lo que él veía como apostar el futuro de la continuidad judía sobre los pilares gemelos del apoyo incuestionable a Israel y la veneración del Holocausto. Refiriéndose al Museo Conmemorativo del Holocausto de los Estados Unidos en Washington D. C., como "la catedral nacional del judaísmo de los judíos estadounidenses", Hertzberg cuestionó si la memoria del Holocausto era suficiente para mantener a los judíos "en la reserva". Citando estudios demográficos, sostuvo que la proliferación de cursos sobre el Holocausto no sería suficiente para evitar que un gran número de judíos abandone la comunidad judía.

## Legado
Hertzberg también dejó su huella en la erudición judía. Su libro histórico, La Ilustración francesa y los judíos: los orígenes del antisemitismo moderno (1968), argumentó que la fuente del antisemitismo moderno se remonta a las ideas de filósofos del Siglo de las Luces como Voltaire. De manera similar, su The Zionist Idea: A Historical Analysis and Reader (1970) fue pionero en el estudio del sionismo y proporcionó a generaciones de estudiantes la comprensión de que el sionismo moderno era un movimiento secular para rehacer la identidad judía en uno de los muchos nacionalismos seculares modernos. Finalmente, aunque autoproclamado liberal pragmático, Hertzberg no vio ninguna contradicción entre sus convicciones políticas y su reverencia por una tradición judía despojada de su fundamentalismo religioso.
Hertzberg escribió, editó o coeditó más de trece libros. Hertzberg había planeado escribir dos libros más y había completado parcialmente uno en el momento de su muerte, titulado This I Believe, una exploración de su teología personal. También tenía la intención de escribir un libro explicando el Talmud a una audiencia judía educada pero no ortodoxa, preservando la integridad del material original pero también demostrando su relevancia y accesibilidad para los lectores modernos.
En sus memorias Un judío en América, Hertzberg se refirió con frecuencia al poeta estadounidense Ralph Waldo Emerson. Emerson, descendiente de puritanos estadounidenses que se rebelaron contra su herencia y se convirtieron en unitarios, escribió que "cada hombre es un medio de transporte en el que viajan todos sus antepasados". Hertzberg dijo que es posible que no haya optado por estar de acuerdo con cada palabra de sus antepasados judíos, pero escribió que "mi respeto y reverencia por ellos es la base de mi ser".

## Obras publicadas
- Ensayos sobre la vida y el pensamiento judíos (1959) (coeditor)
- La idea sionista (1959)
- Los arrebatos que nos esperan (1963)
- La Ilustración francesa y los judíos (1968): ganó el primer premio Amran como la mejor obra de no ficción en el campo judío.
- Judaísmo (1961)
- Ser judío en América (1978)
- Los judíos en América: cuatro siglos de un encuentro incómodo (1989)
- Polémicas judías (1992)
- En casa solo con Dios (1993)
- La idea sionista (1997)
- Judíos: la esencia y el carácter de un pueblo (1998)
- Un judío en América: mi vida y la lucha de un pueblo por la identidad (2002)
- El destino del sionismo: un futuro secular para Israel y Palestina (2003)